# Национална и универзитетска библиотека „Св. Климент Охридски”
Национална и универзитетска библиотека „Св. Климент Охридски“ (скраћено: НУБ „Св. Климент Охридски“ или НУБСК) је национална библиотека Северне Македоније и универзитетска библиотека универзитета „Св. Кирил и Методиј“ у Скопљу. Поред тога, од 1960. године то је главни извор информација у истраживачким делатностима и једна од водећих институција у дигитализацији књижевног блага Македоније.. Национална и универзитетска библиотека „Св. Климент Охридски“ у свом фонду чува више од 3 милиона публикација.
Библиотека носи име великог словенског просветитеља Климента Охридског (840-916).
Делатности Националне и универзитетске библиотеке „Св. Климент Охридски“ су:
- комплетирање и обрада библиотечког материјала,
- библиографска делатност,
- информациска делатност,
- чување, заштита и конзервација библиотечког материјала,
- образовна делатност и
- међународна сарадња.[3]

## Историја
Библиотека је основана 23. новембра 1944. године, одлуком АСНОМ-а, као "Народна библиотека" и смештена је у просторије Централне библиотеке Филозофског факултета у Скопљу, која је основана 1920. године као прва универзитетска библиотека у Македонији. Почетни, наслеђени фонд обухватао је око 150.000 библиотечких јединица, 50 читаоничких места и дванаест запослених. Године1945. донета је одлука о достављању обавезног примерка македонских издавача и библиотека је постала национална депозитна библиотека тадашње Народне Републике Македоније.
Поред основне, националне функције библиотека је дефинисана и као као општонаучна и универзитска библиотека Универзитета "Кирил и Методије" из Скопља, што је био званично уређено Законом о библиотечкој делатности Републике Македоније 1960. године.
Током неколико наредних година књижни фонд се значајно повећао и јавила се потреба за основањем нових служби, па је 1952. године цела зграда дотогашњег Филозофског факултета стављена на располагање Народној библиотеци. Још1949. године основано је библиографско одељење, проширењем простора библиотека је добила књиговрзницу за заштиту фонда (1953) и матичну службу (1954). Године 1958. добила је име „Народна и универзитетска библиотека“, а републичким Законом о библиотекама од 1960. године и функцију централне и матичне библиотеке на Социјалистичке републике Македоније.
У земјотресу 1963. године зграда Народне и универзитетске библиотеке била је потпуно срушена, а тешко је настрадао и тадашњи библиотечки фонд од 500.000 публикација, који је по спашавању привремено пресељен у Даут-пашин амам. Од 1964. године фонд је био смештен у наменски изграђен монтажни објекат, у ком се налазио до пресељења у нову зграду која је свечано отворена 27. децембра 1971. године.
У наредном периоду основани су посебни фондови (збирке) као лабораторија за микрофилмовање (1966) и лабораторија за конзервацију и реставрацију (1970). Године 1966. формирана је и посебна служба за библиографску информациону делатност, која је 1976. прерасла у Реферални центар, када су отпочеле и првите активности за увођење автоматизације у библиотечко пословање.

## Збирке
У оквиру фонда Националне и универзитетске библиотеке „Св. Климент Охридски“ издвојено је неколико посебних збирки, подељених по темама:
- Археографија,
- Музичка уметност,
- Ориентални ракописи и ретке публикације,
- Ликовна збирка,
- Картографија,
- Штампани материјал мањег значаја (плакати, стрипови, поштанске марке...)
- Разгледницие,
- Ретка периодика,
- Микорофилмска збирка,
- Архивски примерци,
- Докторские дисертације и магистарске тезе,
- Извештаји научно-истраживачких пројекат и
- Читаоница Германистике

## Службе
У оквиру библиотеке ради велики број служби, а свака је задужена за одређени аспект пословања институције:
- Пријем обавезног примерка и експедиција
- Комплетирање обавезног примерка и техничка обрада
- Међународна размена, откуп и поклони
- Стручна обрада монографских публикација
- Каталогизација монографских публикација и ЦИП
- Обрада серијских публикација
- Информације - опште информације о библиотеци, услугама и условима коришћења библиотеке; садржај и организација фондова и условипод којима се они користе се користат
- Помоћ и обука за самостално коришћње каталога, секундарних и терцијарних извора информација (индекси, библиографије, централни каталози и сл.)
- Библиографскиа претрага различитих тема помоћу штампаних и електронских извора информација (на пр. <a href="COBISS" rel="mw:WikiLink" data-linkid="undefined" data-cx="{&amp;quot;userAdded&amp;quot;:true,&amp;quot;adapted&amp;quot;:true}">COBISS</a>)
- Заштита библиотечког материјала (Конзервација и рестаурација - Микрофилмско и дигитално фотографирање и коричење
- Учлањивање
- Online и offline библиографски, биографски, фактографски, нумерички подаци и мултимедијалне информације страних база и банки података
- База на био-библиографских података за истражуваче, научна публицистика и научно-истражувачкие организације и одељења– E-CRIS.MK
- Међубиблиотечка размена библиотечког материјала
- Центар за међународне кодне идентификаторе докумената (ISSN, ISBN)
- INIS центар за Северну Македонију
- Македонска текућа библиографија (три одељења)
- Македоника
- Стручни секретар и односи са јавношћу
- Стручна помоћ за библиотеке у Северној Македонији и организовање Основног курса за библиотечко пословање
- Међународна сарадња
- Културне манифестације
- Специјалне библиографије
- Издавачка делатност
- Маркетинг

## Нови универзитет Свети Климент
Нови универзитет Свети Климент (мак. Младиот Светиклиментов универзитет) је иницијатива коју је покренула библиотека са циљем да сачува дух просветитељског деловања Светог Климента Охридског у 9. и 10. век. У склопу пројекта одржане су радионице за ручно прављење хартије и примену ручно прављење хартије у штампарству, конзерваторске и сликарске радионице и радионица упознавања са основним елементима глагољице.

## Издања
- „Библиотекарска искра“
- „Македонска библиографија“

## Друге установе у склопу библиотеке
- Институт „Конфучије“ — Кинески културни центар
- Британски савет[10]
- Германска читаоница (Гете институт)
- Центар за конференције и видеоконференције

## Признања
Национална и универзитетска библиотека „Св. Климент Охридски“ добила је бројне награде и признања за научни, културни и укупни допринос општем развоју Македоније. Најзначајније су:
- Орден заслуга за народ са сребреним венцем, 1972.
- Награда „11 Октомври“, 1975,
- „Повелбата на културата“, 1984.
- Награда „Климент Охридски“ (1984 и 1994)